# Guy Parayre
Guy Parayre, né le 29 juin 1947 à Saint-Ambroix (Gard), est un officier général français, ancien directeur général de la gendarmerie nationale de 2004 à 2008.

## Biographie
Diplômé de l'ESM Saint-Cyr, promotion du Souvenir de Napoléon (1968-1970), il choisit la gendarmerie nationale dont il intègre l’École des officiers en 1970. Affecté comme commandant de peloton de gendarmerie mobile à Chambéry à sa sortie d’école, il occupe successivement les fonctions de commandant de peloton autoroutier de Nances (Savoie) puis de commandant de compagnie à Bonneville (Haute-Savoie) de 1978 à 1982.
Il occupe son premier poste à la direction générale de la gendarmerie nationale de 1982 à 1985, comme officier rédacteur au bureau emploi de la sous-direction de l'organisation et de l'emploi, puis comme officier rédacteur au bureau défense opérations de la sous-direction de l'organisation et de l'emploi à la direction générale de la gendarmerie nationale en 1985, dont il devient chef de section en 1986.
De 1989 à 1992, il commande le groupement de gendarmerie de l’Isère. De 1992 à 1993, il occupe le poste d’adjoint au chef du bureau personnel officier de la sous-direction du personnel de la direction générale de la gendarmerie nationale, dont il prend la tête en de 1993 à 1995. Adjoint au chef du service des ressources humaines à la direction générale de la gendarmerie nationale, à partir de 1995, il est ensuite chargé des fonctions de sous-directeur du personnel au service des ressources humaines à la direction générale de la gendarmerie nationale de 1996 à 1998.
Le 1er août 1998, il accède au corps des officiers généraux en tant que commandant de la circonscription de gendarmerie des Bouches-du-Rhône. Il commande ensuite la région de gendarmerie Ouest jusqu’en 2000.
Sous-directeur des opérations, adjoint au chef du service des opérations et de l'emploi à la direction générale de la gendarmerie nationale à partir de 2001, il est appelé par Nicolas Sarkozy pour assurer le rôle de conseiller pour la sécurité au ministère de l’Intérieur en mai 2002, notamment pour gérer les manifestations anti-CPE.
Il est promu le 1er février 2002, au grade de général de division. Le 17 juillet, il est nommé Major général de la Gendarmerie nationale. Le 3 novembre 2004, il est nommé directeur général de la gendarmerie nationale, poste qu’il occupe jusqu’en juin 2008, remplacé par le général d’armée Roland Gilles.

## Distinctions
- Grand-officier de la Légion d’honneur (2007)
- Officier de l'Ordre national du Mérite (1998)
- Médaille de la Gendarmerie nationale (2002)[4]
- Médaille d'honneur de l'administration pénitentiaire, échelon or (2005)[5]
- Médaille d'honneur de la police nationale
- Commandeur de l'Ordre national de Côte d'Ivoire
- Commandeur de l'Ordre national du Lion du Sénégal

## Liens
- Page de présentation sur le site de l'Association nationale des réservistes et des sympathisants de la gendarmerie (ASNRG)